# Kölfotblomfluga
Kölfotblomfluga (Platycheirus holarcticus) är en tvåvingeart som beskrevs av John Richard Vockeroth 1990. Kölfotblomfluga ingår i släktet fotblomflugor, och familjen blomflugor. Arten är reproducerande i Sverige. Inga underarter finns listade i Catalogue of Life.